# Moedas de euro polacas
A Polônia ainda não escolheu o desenho de suas moedas.
A adoção da moeda é parte integrada do Tratado de Acessão de 2003, que foi aprovado pela maioria da população em 7 de julho de 2003. No entanto, nenhum referendo separado foi realizado sobre a introdução do euro.
A data de introdução da moeda não foi oficialmente confirmada; ainda assim, a Ministra das Finanças da Polônia, Zyta Gilowska, disse que "2009 seria uma boa data para se realizar um referendo"  sobre a adoção do euro.
Em entrevista para o jornal espanhol El Mundo, o presidente polaco Lech Kaczyński disse que um referendo poderia ser realizado "no final da minha gestão, que acaba em 2010". Disse ainda que a introdução da moeda única seria "uma limitação da soberania [da Polônia]..." e concluiu, dizendo que o euro "é apenas um experimento e será necessário observar se ele dará certo... sua introdução poderá causar alta inflação e diminuição da qualidade de vida".